# Solwei Jonaszon-Stampe
Mai Solwei Jonaszon-Stampe, född 8 april 1936 i Jokkmokk, död 2 oktober 2001 i Göteborg, var en svensk målare.
Hon var sedan 1958 gift med Knud Stampe och mor till Joakim Stampe. Hon studerade konst vid Valands målarskola i Göteborg. Separat ställde hon bland annat ut på Galleri Prisma i Stockholm och hon medverkade i Göteborgs konstförenings utställningar Vintersalongen och Decemberutställningen, tillsammans med sin man ställde hon ut på Norrbottens museum årsskiftet 1981–1982.´Hennes konst består av dröm och fantasibilder med symboliska gestalter